# Satz von Hopf-Whitney
Der Satz von Hopf-Whitney ist im mathematischen Gebiet der algebraischen Topologie ein Klassifikationssatz für Abbildungen eines {\displaystyle n}-dimensionalen Simplizialkomplexes in die {\displaystyle n}-dimensionale Sphäre.
Satz: Sei {\displaystyle X} ein {\displaystyle n}-dimensionaler Simplizialkomplex. Dann gibt es eine Bijektion zwischen der Menge der Homotopieklassen von Abbildungen {\displaystyle f\colon X\to S^{n}} und der {\displaystyle n}-ten Kohomologie von {\displaystyle X}:
{\displaystyle \left[X,S^{n}\right]\cong H^{n}(X;\mathbb {Z} )}.
Die Bijektion wird vermittelt, indem man einer Abbildung {\displaystyle f\colon X\to S^{n}} das Zurückgezogene {\displaystyle f^{*}\left[S^{n}\right]\in H^{n}(X;\mathbb {Z} )} der Fundamentalklasse {\displaystyle \left[S^{n}\right]\in H^{n}(S^{n};\mathbb {Z} )} zuordnet. 
Falls {\displaystyle X=M^{n}} eine orientierbare, geschlossene Mannigfaltigkeit ist, ist {\displaystyle H^{n}(M^{n};\mathbb {Z} )\cong \mathbb {Z} } und man bekommt die durch den Abbildungsgrad gegebene Bijektion {\displaystyle \left[M^{n},S^{n}\right]\cong \mathbb {Z} }.
Der Satz von Hopf-Whitney gilt allgemeiner auch für Abbildungen von CW-Komplexen in {\displaystyle (n-1)}-zusammenhängende Räume. Sei {\displaystyle X} ein {\displaystyle n}-dimensionaler CW-Komplex und {\displaystyle Y} ein {\displaystyle (n-1)}-zusammenhängender Raum. Sei {\displaystyle \pi =\pi _{n}Y}. Dann gibt es ein Element {\displaystyle \iota \in H^{n}(Y;\pi )}, welches unter der Korrespondenz {\displaystyle H^{n}(Y;\pi )\cong \left[Y;K(\pi ,n)\right]\cong \mathrm {Hom} (\pi _{n}Y,\pi )} dem Identitätsmorphisus entspricht, und die Zuordnung {\displaystyle f\to f^{*}\iota } definiert eine Bijektion
{\displaystyle \left[X,Y\right]\cong H^{n}(X;\pi )}.